# 788 هـ
788 هـ هي سنة في التقويم الهجري امتدت مقابلةً في التقويم الميلادي بين سنتي 1386 و1387.

## وفيات
- أبو فارس موسى المريني
- شمس الدين القونوي
- عمر الواثق بالله